# Beatyfikowani przez Leona XII
Beatyfikowani i kanonizowani przez Leona XII – święci i błogosławieni wyniesieni na ołtarze w czasie pontyfikatu Leona XII.

## 1825
- Bł. Bernard Scammacca (zatwierdzenie kultu)

8 marca
- Bł. Angelina Marsciano (zatwierdzenie kultu)

23 maja
- Bł. Julian od Świętego Augustyna (zatwierdzenie kultu)

5 czerwca
- Bł. Alfonso Rodríguez Gómez

19 czerwca
- Bł. Hipolit Galantini

3 sierpnia
- Bł. Jakub z Ulm

18 grudnia
- Bł. Anioł z Acri

## 1826
10 maja
- Bł. Jordan z Saksonii (zatwierdzenie kultu)

20 grudnia
- Bł. Imelda Lambertini (zatwierdzenie kultu)

## 1827
- Bł. Joanna Soderini

14 czerwca
- Bł. Jolenta Helena (zatwierdzenie kultu)

26 września
- Bł. Magdalena Panattieri (zatwierdzenie kultu)

## 1828
- Św. Piotr Damiani (zatwierdzenie kultu)
- Bł. Helena Duglioli (zatwierdzenie kultu)

26 marca
- Bł. Bernardyn z Fossy[1] (zatwierdzenie kultu)
- Bł. Mikołaj Paglia[2] (zatwierdzenie kultu)

21 września
- Bł. Maria Wiktoria Fornari Strata

1 października
- Bł. Joanna z Azy (zatwierdzenie kultu)